# Brandy-diszkográfia
Brandy amerikai énekesnő diszkográfiája.

## Albumok
| Év   | Album                                         | Legmagasabb helyezés | Legmagasabb helyezés | Legmagasabb helyezés | Legmagasabb helyezés | Legmagasabb helyezés | Legmagasabb helyezés | Legmagasabb helyezés | Legmagasabb helyezés | Legmagasabb helyezés | Legmagasabb helyezés | Legmagasabb helyezés | Legmagasabb helyezés | Legmagasabb helyezés | eladások                 |
| Év   | Album                                         | US                   | UK                   | CAN                  | AUS                  | NZ                   | NET                  | GER                  | AUT                  | SWI                  | FRA                  | NOR                  | SWE                  | JP                   | eladások                 |
| ---- | --------------------------------------------- | -------------------- | -------------------- | -------------------- | -------------------- | -------------------- | -------------------- | -------------------- | -------------------- | -------------------- | -------------------- | -------------------- | -------------------- | -------------------- | ------------------------ |
| 1994 | Brandy - Megjelenés: 1994. szeptember 27.     | 20                   | –                    | –                    | 26                   | –                    | –                    | 86                   | –                    | –                    | –                    | –                    | –                    | –                    | - Az USA-ban: 4 millió   |
| 1998 | Never Say Never - Megjelenés: 1998. június 9. | 2                    | 19                   | 3                    | 13                   | 21                   | 5                    | 10                   | 17                   | 11                   | 12                   | 25                   | 15                   | 14                   | - Az USA-ban: 5 millió   |
| 2002 | Full Moon - Megjelenés: 2002. március 5.      | 2                    | 9                    | 8                    | 13                   | 14                   | 23                   | 8                    | 54                   | 7                    | 12                   | 24                   | 20                   | 15                   | - Az USA-ban: 1.1 millió |
| 2004 | Afrodisiac - Megjelenés: 2004. június 29.     | 3                    | 32                   | 34                   | 53                   | –                    | 45                   | 44                   | –                    | 27                   | 57                   | 34                   | 45                   | 10                   | - Az USA-ban: 0.5 millió |
| 2008 | Human - Megjelenés: 2008. december 8.         | 15                   | —                    | 13                   | —                    | —                    | —                    | —                    | —                    | —                    | 129                  | —                    | —                    | —                    | - U.S. sales: n/a        |
| 2012 | Two Eleven - Megjelenés: 2012 június          | —                    | —                    | —                    | —                    | —                    | —                    | —                    | —                    | —                    | —                    | —                    | —                    | —                    |                          |

| Év   | Album                                                                      | Legmagasabb helyezés | Legmagasabb helyezés | Legmagasabb helyezés | Legmagasabb helyezés | Legmagasabb helyezés | Legmagasabb helyezés | Legmagasabb helyezés | Legmagasabb helyezés | Legmagasabb helyezés | Sales and certifications        |
| Év   | Album                                                                      | US                   | UK                   | AUS                  | NET                  | GER                  | AUT                  | SWI                  | FRA                  | JP                   | Sales and certifications        |
| ---- | -------------------------------------------------------------------------- | -------------------- | -------------------- | -------------------- | -------------------- | -------------------- | -------------------- | -------------------- | -------------------- | -------------------- | ------------------------------- |
| 1999 | Divas Live '99 (with Whitney, Cher & Tina) - Megjelenés: 1999. április 13. | 90                   | –                    | –                    | 41                   | 60                   | 43                   | 14                   | 42                   | –                    | - Az USA-ban elkelt: 0.5 millió |
| 2005 | The Best of Brandy - Megjelenés: 2005. április 5.                          | 27                   | 24                   | 25                   | –                    | –                    | –                    | –                    | –                    | 54                   | - Az USA-ban elkelt: 0.2 millió |
| 2010 | R and B (feat. Ray J) - Megjelenés: 2009                                   |                      |                      |                      |                      |                      |                      |                      |                      |                      | - Az USA-ban: n/a               |

| Év   | Album                                                                                     | Legmagasabb helyezés | Legmagasabb helyezés | Legmagasabb helyezés | Legmagasabb helyezés | Legmagasabb helyezés | Legmagasabb helyezés | Legmagasabb helyezés | Legmagasabb helyezés | Legmagasabb helyezés |
| Év   | Album                                                                                     | US                   | UK                   | AUS                  | NET                  | GER                  | AUT                  | SWI                  | FRA                  | JP                   |
| ---- | ----------------------------------------------------------------------------------------- | -------------------- | -------------------- | -------------------- | -------------------- | -------------------- | -------------------- | -------------------- | -------------------- | -------------------- |
| 1999 | U Don’t Know Me (Like U Used To) – The Remix EP - remix EP - Megjelenés: 1999. október 5. | —                    | —                    | —                    | —                    | —                    | —                    | —                    | —                    | —                    |

## DVD-k
| Év   | DVD                                                                                                   | Top Music Video USA | Elkelt példányszám és minősítés |
| ---- | --- | ------------------- | ------------------------------- |
| 1999 | The Videos - gyűjtemény - Megjelenés: 1999. június 15.(VHS)                                           | #38                 |                                 |
| 2000 | VH1 Divas Live 99 (with Tina Turner, Whitney Houston & Cher) - concert - Megjelenés: 2000. április 4. | #29                 | RIAA: aranylemez                |

## Kislemezek
| Év   | Kislemez                               | Legmagasabb helyezés | Legmagasabb helyezés | Legmagasabb helyezés | Legmagasabb helyezés | Legmagasabb helyezés | Legmagasabb helyezés | Legmagasabb helyezés | Legmagasabb helyezés | Legmagasabb helyezés | Legmagasabb helyezés | Legmagasabb helyezés | Legmagasabb helyezés | Legmagasabb helyezés | Album                              |
| Év   | Kislemez                               | U.S.                 | U.S. R&B             | UK                   | CAN                  | IRE                  | AUS                  | NZ                   | GER                  | SWI                  | NET                  | FRA                  | SWE                  | EU                   | Album                              |
| ---- | -------------------------------------- | -------------------- | -------------------- | -------------------- | -------------------- | -------------------- | -------------------- | -------------------- | -------------------- | -------------------- | -------------------- | -------------------- | -------------------- | -------------------- | ---------------------------------- |
| 1994 | I Wanna Be Down                        | 6                    | 1                    | 36                   | —                    | —                    | 12                   | 11                   | —                    | —                    | —                    | —                    | —                    | —                    | Brandy                             |
| 1995 | Baby                                   | 4                    | 1                    | —                    | —                    | —                    | 16                   | 4                    | —                    | —                    | —                    | —                    | —                    | —                    | Brandy                             |
| 1995 | Best Friend                            | 34                   | 7                    | —                    | —                    | —                    | —                    | 11                   | —                    | —                    | —                    | —                    | —                    | —                    | Brandy                             |
| 1995 | Brokenhearted (feat. Boyz II Men)      | 9                    | 2                    | —                    | —                    | —                    | —                    | 6                    | —                    | —                    | —                    | —                    | —                    | —                    | Brandy                             |
| 1998 | The Boy Is Mine (w/ Monica)            | 1                    | 1                    | 2                    | 1                    | 2                    | 3                    | 1                    | 5                    | 3                    | 1                    | 2                    | 3                    | 1                    | Never Say Never                    |
| 1998 | Top of the World (feat. Ma$e)          | —                    | 19                   | 2                    | 21                   | 18                   | 39                   | 11                   | 42                   | 42                   | 52                   | 39                   | 52                   | 10                   | Never Say Never                    |
| 1998 | Have You Ever?                         | 1                    | 2                    | 13                   | 20                   | 25                   | 8                    | 1                    | 58                   | —                    | 23                   | 85                   | 57                   | 59                   | Never Say Never                    |
| 1999 | Angel in Disguise                      | 72                   | 17                   | —                    | —                    | —                    | —                    | —                    | —                    | —                    | —                    | —                    | —                    | —                    | Never Say Never                    |
| 1999 | Almost Doesn’t Count                   | 16                   | 16                   | 15                   | —                    | —                    | —                    | 13                   | 88                   | —                    | —                    | —                    | —                    | 61                   | Never Say Never                    |
| 1999 | U Don’t Know Me (Like U Used To)       | 79                   | 25                   | —                    | 50                   | —                    | —                    | 28                   | —                    | —                    | —                    | —                    | —                    | —                    | Never Say Never                    |
| 1999 | (Everything I Do) I Do It for You      | —                    | —                    | —                    | —                    | —                    | 28                   | —                    | —                    | —                    | —                    | —                    | —                    | —                    | Never Say Never/VH1 Divas Live '99 |
| 1999 | Never Say Never                        | —                    | —                    | —                    | —                    | —                    | 28                   | —                    | —                    | —                    | —                    | —                    | —                    | —                    | Never Say Never                    |
| 2001 | Another Day in Paradise (w/ Ray-J)     | —                    | —                    | 5                    | —                    | 4                    | 11                   | 29                   | 2                    | 3                    | 6                    | 11                   | 4                    | 2                    | Full Moon                          |
| 2002 | What About Us?                         | 7                    | 3                    | 4                    | 16                   | 17                   | 6                    | 8                    | 13                   | 8                    | 11                   | 24                   | 16                   | 4                    | Full Moon                          |
| 2002 | Full Moon                              | 18                   | 16                   | 15                   | 72                   | —                    | 43                   | —                    | 54                   | 72                   | 51                   | 27                   | 53                   | 20                   | Full Moon                          |
| 2002 | He Is                                  | —                    | 72                   | —                    | —                    | —                    | —                    | —                    | —                    | —                    | —                    | —                    | —                    | —                    | Full Moon                          |
| 2004 | Talk About Our Love (feat. Kanye West) | 36                   | 16                   | 6                    | —                    | 27                   | 28                   | —                    | 89                   | 42                   | 25                   | —                    | —                    | 18                   | Afrodisiac                         |
| 2004 | Who Is She 2 U (feat. Timbaland)       | 85                   | 43                   | 50                   | —                    | —                    | 99                   | —                    | —                    | —                    | —                    | —                    | —                    | —                    | Afrodisiac                         |
| 2004 | Afrodisiac                             | —                    | —                    | —                    | 11                   | 22                   | 31                   | —                    | —                    | 36                   | —                    | 25                   | —                    | 23                   | Afrodisiac                         |
| 2008 | Right Here (Departed)                  | 34                   | 22                   | —                    | 95                   | —                    | —                    | —                    | —                    | 57                   | —                    | 7                    | —                    | 212                  | Human                              |
| 2008 | Long Distance                          | 107                  | —                    | —                    | —                    | —                    | —                    | —                    | —                    | —                    | —                    | —                    | —                    | —                    | Human                              |
| 2012 | It All Belongs to Me (w/ Monica)       | —                    | 38                   | —                    | —                    | —                    | —                    | —                    | —                    | —                    | —                    | —                    | —                    | —                    |                                    |

| Év   | Kislemez                                             | Legmagasabb helyezés | Legmagasabb helyezés | Legmagasabb helyezés | Legmagasabb helyezés | Legmagasabb helyezés | Legmagasabb helyezés | Legmagasabb helyezés | Legmagasabb helyezés | Legmagasabb helyezés | Legmagasabb helyezés | Legmagasabb helyezés | Legmagasabb helyezés | Album                        |
| Év   | Kislemez                                             | U.S.                 | U.S. R&B             | UK                   | IRE                  | AUS                  | NZ                   | GER                  | SWI                  | NET                  | FRA                  | SWE                  | EU                   | Album                        |
| ---- | ---------------------------------------------------- | -------------------- | -------------------- | -------------------- | -------------------- | -------------------- | -------------------- | -------------------- | -------------------- | -------------------- | -------------------- | -------------------- | -------------------- | ---------------------------- |
| 1996 | Sittin’ Up in My Room                                | 2                    | 2                    | 30                   | —                    | —                    | —                    | 6                    | —                    | —                    | —                    | —                    | 60                   | Waiting to Exhale soundtrack |
| 1997 | Missing You (with Tamia, Gladys Knight & Chaka Khan) | 25                   | 10                   | —                    | —                    | —                    | 90                   | 2                    | —                    | —                    | —                    | —                    | —                    | Set It Off soundtrack        |
| 1997 | Let it Go (with Ray J)                               | 25                   | 17                   | —                    | —                    | —                    | 90                   | 10                   | —                    | —                    | —                    | —                    | —                    | Everything You Want          |
| 2003 | Stunt 101 (with G-Unit)                              | 8                    | 7                    | 25                   | —                    | —                    | 32                   | 15                   | 14                   | 19                   | —                    | 63                   | —                    | Beg for Mercy                |
| 2004 | Wake Up Everybody (with various artists)             | —                    | 119                  | —                    | —                    | —                    | —                    | —                    | —                    | —                    | —                    | —                    | —                    | Wake Up Everybody            |

## Vendégszereplések
| Év   | Dal                                                                              | Album                                |
| ---- | -------------------------------------------------------------------------------- | ------------------------------------ |
| 1995 | Jook Joint Intro (Quincy Jones with Brandy & others)                             | Q's Jook Joint                       |
| 1995 | Rock with You (Quincy Jones with Brandy & Heavy D)                               | Q's Jook Joint                       |
| 1995 | Stuff like That (Quincy Jones with Brandy & others)                              | Q's Jook Joint                       |
| 1995 | Brokenhearted (Soulpower Remix) (Wanya Morris of Boyz II Men with Brandy)        | The Remix Collection                 |
| 1997 | Thank You (Ray-J featuring Brandy)                                               | Everything You Want                  |
| 1997 | 24 Hours to Live (Ma$e featuring Brandy)                                         | Harlem World                         |
| 1998 | The Boy Is Mine (Monica & Brandy)                                                | The Boy Is Mine                      |
| 1999 | Have You Ever?/Almost Doesn’t Count                                              | VH1 Divas Live 1999                  |
| 1999 | (Everything I Do) I Do It for You (with Faith Hill)                              | VH1 Divas Live 1999                  |
| 1999 | I’m Every Woman (with Whitney Houston, Chaka Khan & others)                      | VH1 Divas Live 1999                  |
| 1999 | Love Is All That Matters (Diana Ross featuring Brandy)                           | Every Day Is a New Day               |
| 2001 | Love Shared (Willie Norwood featuring Brandy)                                    | Bout It                              |
| 2001 | Brokenhearted (Soulpower Remix) (Wanya Morris of Boyz II Men with Brandy)        | Legacy: The Greatest Hits Collection |
| 2001 | Another Day in Paradise (Ray J with Brandy)                                      | Urban Renewal                        |
| 2001 | Top of the World (Darkchild Remix), Part II (Big Pun featuring Brandy & Fat Joe) | Endangered Species                   |
| 2001 | I Know Now                                                                       | Bad Boy Presents: Thank You          |
| 2002 | Formal Invite (Remix) (Ray-J featuring Brandy & Shorty Mack)                     | Formal Invite                        |
| 2002 | Never Be (Fats featuring Brandy)                                                 | In da Kitchen (kiadatlan)            |
| 2002 | The 80’s (Posta Boy featuring Brandy)                                            | TBA (cím nélküli bakelit kiadvány)   |
| 2003 | N 2 Da Music (Timbaland & Magoo featuring Brandy)                                | Under Construction, Part II          |
| 2004 | Wake Up Everybody (with Wyclef, Mary J. Blige & others)                          | Wake Up Everybody                    |
| 2005 | Bring Me Down (Kanye West featuring Brandy)                                      | Late Registration                    |
| 2005 | War Is Over (Ray-J featuring Brandy)                                             | Raydiation                           |
| 2006 | Thought You Said (Diddy featuring Brandy)                                        | Press Play                           |
| 2007 | Something about You (Carl Thomas featuring Brandy)                               | So Much Better                       |
| 2007 | Please Come to Boston (Babyface featuring Brandy)                                | Playlist                             |
| 2008 | Quickly (John Legend featuring Brandy)                                           | Evolver                              |
| 2008 | Comin’ Over (Brutha featuring Brandy)                                            | TBA                                  |

| Év   | Dal                                                        | Film                              |
| ---- | ---------------------------------------------------------- | --------------------------------- |
| 1995 | Sittin’ Up in My Room                                      | Waiting to Exhale                 |
| 1995 | Where Are You Now?                                         | Batman Forever                    |
| 1996 | Missing You (with Tamia, Gladys Knight & Chaka Khan)       | Set It Off                        |
| 1997 | Impossible (duet with Whitney Houston)                     | Hamupipőke (musical)              |
| 1997 | It’s Possible (duet with Whitney Houston)                  | Hamupipőke (musical)              |
| 1997 | The Sweetest Sounds (with Paolo Montalban)                 | Hamupipőke (musical)              |
| 1997 | A Lovely Night (featuring Bernadette Peters & Veanne Cox)  | Hamupipőke (musical)              |
| 1997 | In My Own Little Corner                                    | Hamupipőke (musical)              |
| 1997 | In My Own Little Corner (Reprise)                          | Hamupipőke (musical)              |
| 1997 | Falling in Love with Love (with P. Montalban)              | Hamupipőke (musical)              |
| 1997 | Ten Minutes Ago (with P. Montalban)                        | Hamupipőke (musical)              |
| 1997 | Do I Love You Because You’re Beautiful (with P. Montalban) | Hamupipőke (musical)              |
| 1999 | Almost Doesn’t Count                                       | Double Platinum                   |
| 1999 | Happy                                                      | Double Platinum                   |
| 1999 | Have You Ever?                                             | Double Platinum                   |
| 1999 | Love Is All That Matters (duet with Diana Ross)            | Double Platinum                   |
| 2001 | Open                                                       | Ozmózis Jones – A belügyi nyomozó |
| 2003 | Dance with Us (with Diddy & Bow Wow)                       | The Wild Thornberrys Movie        |
| 2008 | Dig This                                                   | Meet the Browns                   |